# نور الدين حجاج
نور الدين حجاج (31 يناير 1996-3 ديسمبر 2023) هو كاتب وروائي فلسطيني، وُلد في غزة. حاصل على بكالوريس رياضيات حاسوب من جامعة الأزهر. عمل معلماً في مدرسة الكرمل الثانوية للبنين في غزة.

## سيرته
عاش نور الدين عدنان حجاج في حي الشجاعية شرق مدينة غزة، صدرت له روايتان الأولى عام 2018 بعنوان "غريب وغريبة" عن دار الكلمة للنشر في القاهرة، و" أجنحة لا تطير" عام 2021 عن دار فضاءات في الأردن.
كتب خلال الحرب رسالة له عبر صفحاته عبر مواقع التواصل الإجتماعي وقال فيها: (ربما تكون هذه رسالتي الأخيرة التي تجوب العالم الحر، وتطير مع حمام السلام، وتخبره أننا نحب الحياة ما استطعنا إليها سبيلًا، لكن في غزة تقطعت كل السبل والطرق، وصرنا نبعد عن الموت مسافة خبر عاجل أو تغريدة صغيرة. حسنًا.. سأبدأ. أنا نور الدين عدنان حجّاج، كاتب فلسطيني، وعمري سبعة وعشرون عامًا ولي أحلام كثيرة. أنا لستُ رقمًا وأرفض أن يكون خبر موتي عابرًا، دون أن تقولوا أني أحب الحياة، السعادة، الحرية، ضحكات الأطفال، البحر، القهوة، الكتابة، فيروز، وكل ما هو مُبهج.. قبل أن يختفي كل هذا بلحظة واحدة. أحد أحلامي أن تجوب كتبي وكتاباتي العالم، أن يصير لقلمي أجنحة لا توقفها جوازاتُ سفر غير مختومة ولا فِيَز مرفوضة. حلمٌ آخر .. أن يكون لي عائلة صغيرة، وأهدهد ابني الصغير الذي يشبهني بينما أخبره قصة ما قبل النوم. ويظل حلمي الأكبر.. أن يعم السلام بلادي، أن تشرق ضحكات الأطفال قبل الشمس، أن نزرع وردة في كل مكان سقطت فيه قنبلة، ونرسم حريتنا على كل جدار تهدم، أن تتركنا الحرب وشأننا؛ لنعيش أخيرًا حياتنا ولمرة وحيدة. نور الدين حجّاج .28 تشرين الأول/ أكتوبر 2023).
أُغتيل حجاج في 3 ديسمبر 2023 خلال ضربةٍ جوية نفذتها القوات الجوية الإسرائيلية على منزله الكائن في حي الشجاعية شرق مدينة غزة، وذلك خلال الرد الإسرائيلي على عملية طوفان الأقصى.